# Нарымъега
Нарымъега (устар. Нарым-Ега) — река в России, протекает по Нефтеюганскому району Ханты-Мансийского АО. Длина реки составляет 10 км.
Вытекает из безымянного озера, лежащего на высоте 66 метров над уровнем моря. Течёт в общем северном направлении, сначала по болотам, потом по частично заболоченному берёзово-еловому лесу. Устье реки находится в 34 км по правому берегу реки Камчинская.  Высота устья — 42 м над уровнем моря.

## Данные водного реестра
По данным государственного водного реестра России относится к Верхнеобскому бассейновому округу, водохозяйственный участок реки — Обь от города Нефтеюганск до впадения реки Иртыш, речной подбассейн реки — Обь ниже Ваха до впадения Иртыша. Речной бассейн реки — (Верхняя) Обь до впадения Иртыша.
Код объекта в государственном водном реестре — 13011100212115200050406.